# Xenonemesia araucaria
Espèce
Xenonemesia araucaria est une espèce d'araignées mygalomorphes de la famille des Pycnothelidae.

## Distribution
Cette espèce est endémique de l'État du Rio Grande do Sul au Brésil,. Elle se rencontre vers São Francisco de Paula.

## Description
Le mâle holotype mesure 8,5 mm et la femelle paratype 12,0 mm, les mâles mesurent de 8,00 à 10,00 mm et les femelles de 9,4 à 12,0 mm.

## Systématique et taxinomie
Cette espèce a été décrite par Indicatti, Lucas, Ott et Brescovit en 2008.

## Étymologie
Cette espèce est nommée en référence à son habitat la forêt d'Araucaria.

## Publication originale
- Indicatti, Lucas, Ott & Brescovit, 2008 : « Litter dwelling mygalomorph spiders (Araneae: Microstigmatidae, Nemesiidae) from Araucaria forests in southern Brazil, with the description of five new species. » Revista Brasileira de Zoologia, vol. 25, no 3, p. 529-546 (texte intégral).